# Kazimierz Grus
Kazimierz Grus (ur. 23 sierpnia 1886 w Murzynnie, zm. 30 czerwca 1955 w Łodzi) – karykaturzysta, rysownik, ilustrator książek.

## Życiorys
Urodził się 23 sierpnia 1886, w rodzinie Franciszka i Marii z domu Krauze. Uczył się poligrafii w Grudziądzu, następnie wysłany do Lipska, a potem studiował ekonomię polityczną w Liège w dzisiejszej Belgii. Od strony artystycznej kształcił się w Berlinie i Paryżu. Rozpoczynał publikować w „Tęczy” (1911–1912), „Musze” (1911–1916) i „Tygodniku Ilustrowanym” (1913). Z racji tego, że po rozpoczęciu wojny został internowany do Rosji, rysował w moskiewskim „Budilniku” (1917) i petersburskim „Satirikonie” (1917–1918). W roku 1918 wrócił na ziemię polską do Lwowa, gdzie podjął współpracę z pismem „Szczutek”, którego przez pewien czas był również redaktorem artystycznym.
Po pierwszym powstaniu śląskim (16/17 – 24 sierpnia 1919) udał się tam wraz z żoną Mają Berezowską, gdzie rysował w „Kocyndrze” i działał na rzecz przyłączenia Śląska do Polski. W 1924 roku przebywał w Warszawie i redagował „Kanarka”. Około 1926 roku, po rozejściu się z Berezowską, zamieszkał na krótko w miasteczku Nowe w obecnym kujawsko-pomorskim.

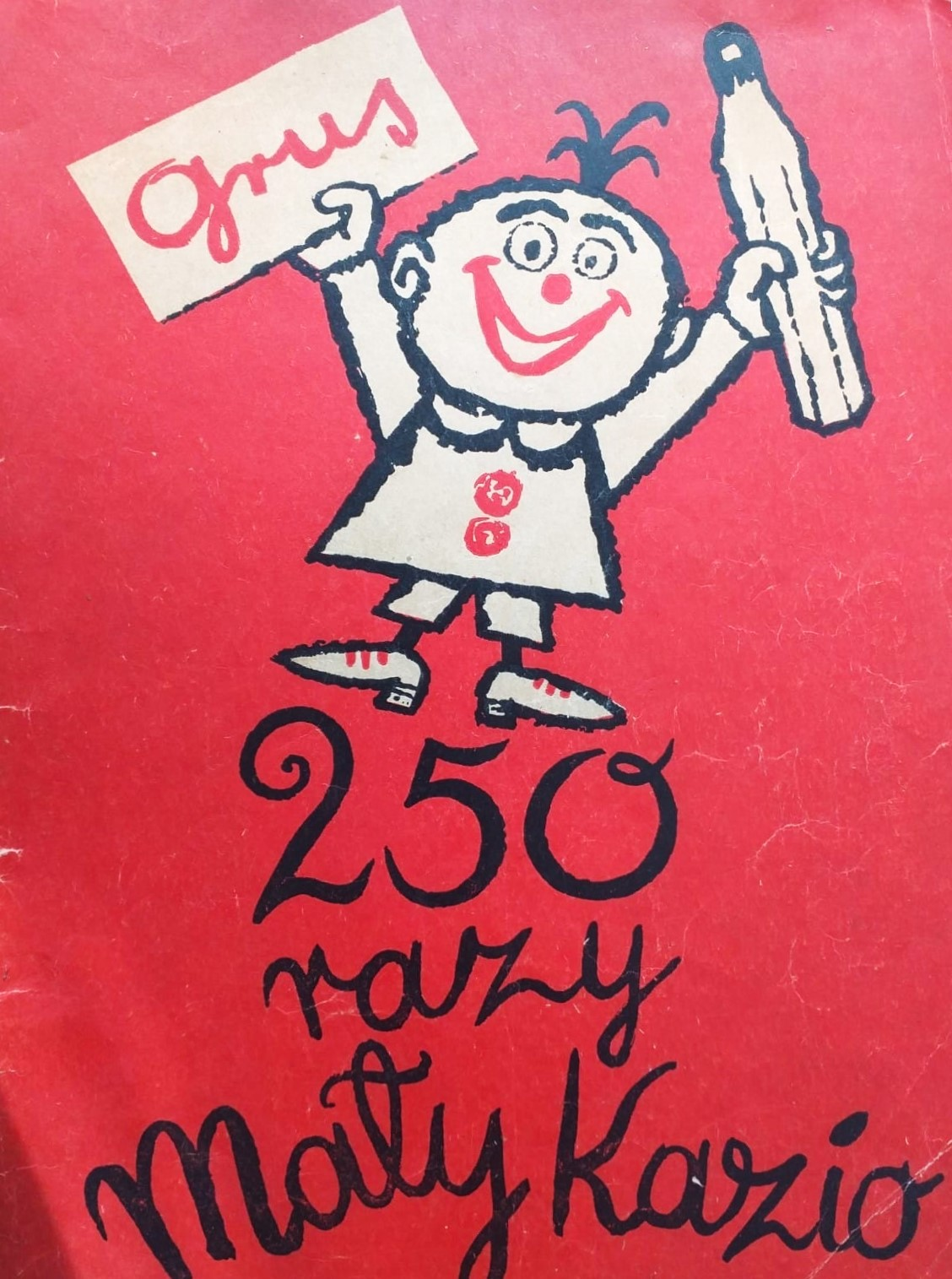
Książka 250 razy Mały Kazio z 250 ilustracjami Kazimierza Grusa wydana po jego śmierci z wstępem M. Jogoszewskiego, wyd. „Karuzela” Łódź 1957

W latach 30. mieszkał w Poznaniu, gdzie współpracował z „Ilustracją Polską”, „Kurierem Poznańskim”, ale przede wszystkim publikował w „Cyruliku Warszawskim”, „Kolcach”, „Żółtej Musze” i „Śmiechu”, „Kurjerze Poznańskim”.
Wraz z Tadeuszem Hernesem był autorem komiksu dla dzieci pt. Ucieszne przygody obieżyświatów.
W okresie międzywojennym – podobnie jak Maja Berezowska – opublikował wiele karykatur odbieranych obecnie jako antysemickie. Kilkadziesiąt takich rysunków pokazano w 2013 r. na wystawie w Żydowskim Instytucie Historycznym w Warszawie. Z drugiej strony utrzymywał przyjacielskie kontakty z Julianem Tuwimem – poetą żydowskiego pochodzenia. Jednocześnie opublikował też wiele karykatur odbieranych obecnie jako antyniemieckie i antyrosyjskie.
Grus posiadał szerokie spektrum zainteresowań artystycznych, ponieważ tworzył karykatury, rysunki, ilustracje książkowe oraz plakaty. Specjalizował się w karykaturze społeczno-politycznej i obyczajowej. Był znany z tego, że potrafił oddać po mistrzowsku charakter poszczególnych zwierząt, a szczególnie jego umiejętności w tej dziedzinie odsłoniły się w rysunkach przeznaczonych dla dzieci i młodzieży. Stał się znany jako ilustrator popularnych książek dla dzieci i młodzieży: Marii Kownackiej O szewczyku Łukaszku co szył buty dla ptaszków; Kornela Makuszyńskiego Wesoły zwierzyniec; Bronisławy Ostrowskiej Szklana Góra; O małpce Kiki i słoniach (również napisał wierszowany tekst do tej książeczki), oraz książek Jana Żabińskiego: Jak powstała trąba słonia; Jak się zwycięża; Któż by przypuszczał?… To i owo o zwierzętach; Na srogim lwie; To i owo o wężach. Stworzył on również serię rysunków ilustrujących frazeologizmy widziane oczyma dziecka - zbiór części tych rysunków został opublikowany w albumie 250 razy Mały Kazio. Został wydany nakładem czasopisma Karuzela i zawierał 250 rysunków Kazimierza Grusa
W czasie II wojny światowej ukrywał się pod zmienionym nazwiskiem w okupowanej Warszawie. Po wojnie zamieszkał w Łodzi przy ul. Piotrkowskiej 26 i rysował zwłaszcza do „Szpilek”. Pod koniec życia ożenił się powtórnie z Zofią, z domu Risop.
W 1950 otrzymał Państwową Nagrodę Artystyczną III stopnia w dziale plastyki za twórczość w dziedzinie karykatury politycznej.

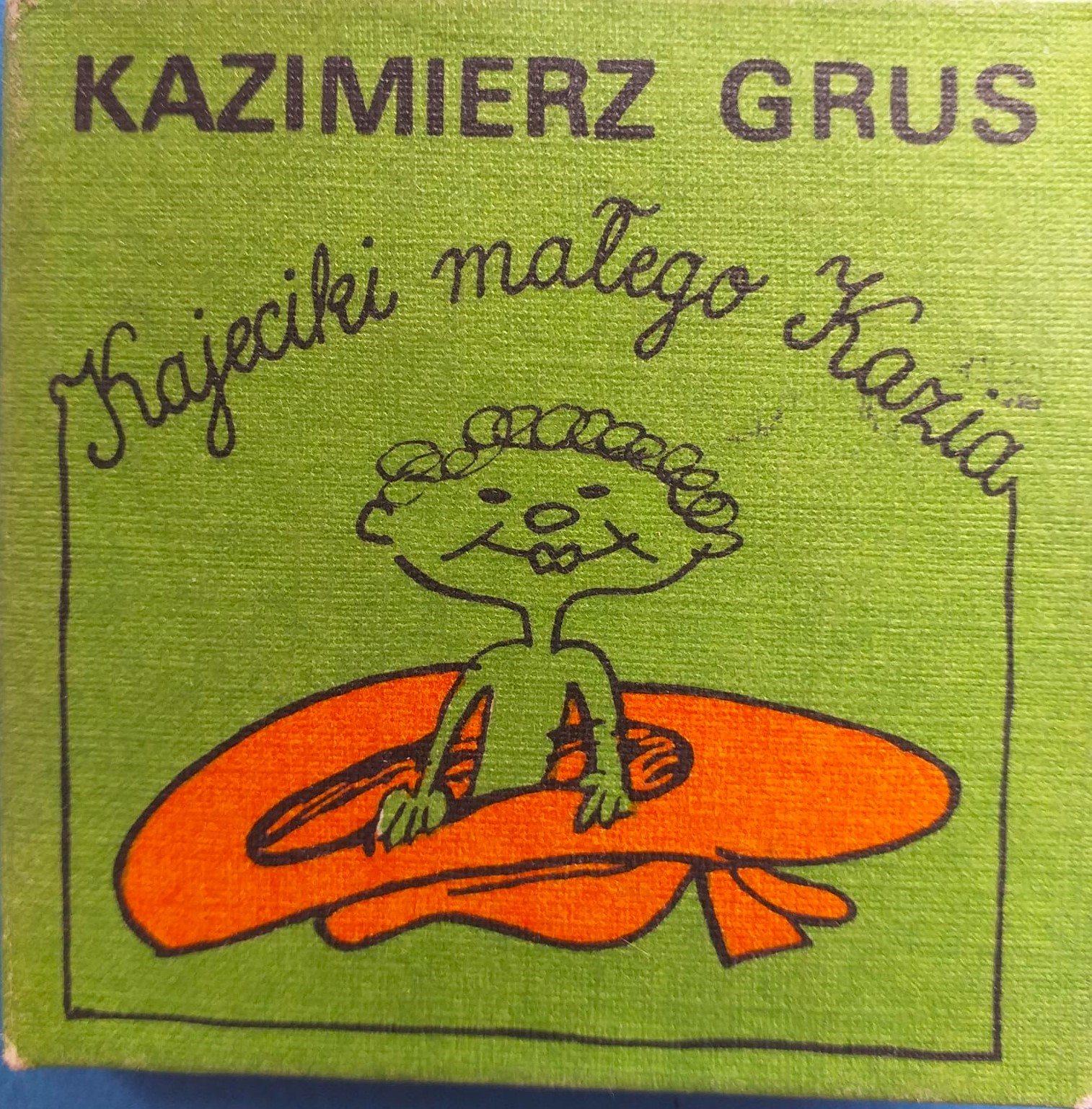
Książeczka Kajecik Małego Kazia Kazimierza Grusa wyd. Warszawa 1990

Jako artysta niezależny politycznie nie chciał się włączyć w nurt obowiązującej wówczas propagandy, dlatego od początku lat 50. XX w. nie mógł publikować. Żył wówczas bardzo skromnie, zachorował na wątrobę i zmarł po ciężkiej chorobie w 1955 roku.
Został pochowany w części rzymskokatolickiej Starego Cmentarza w Łodzi.

## Upamiętnienie
- 23 sierpnia 2015 roku w rodzinnym Murzynnie odsłonięto ku jego pamięci tablicę.
- W 2023 roku w ramach cyklu reportaży Urszuli Guźleckiej, opowiadającego o związkach wybitnych Polaków pochodzących z małych miejscowości na Kujawach i Pomorzu[13] telewizja Bydgoszcz wyemitowała odcinek poświęcony Kazimierzowi Grusowi z podtytułem Kazio z Murzynna[14].

## Przypisy

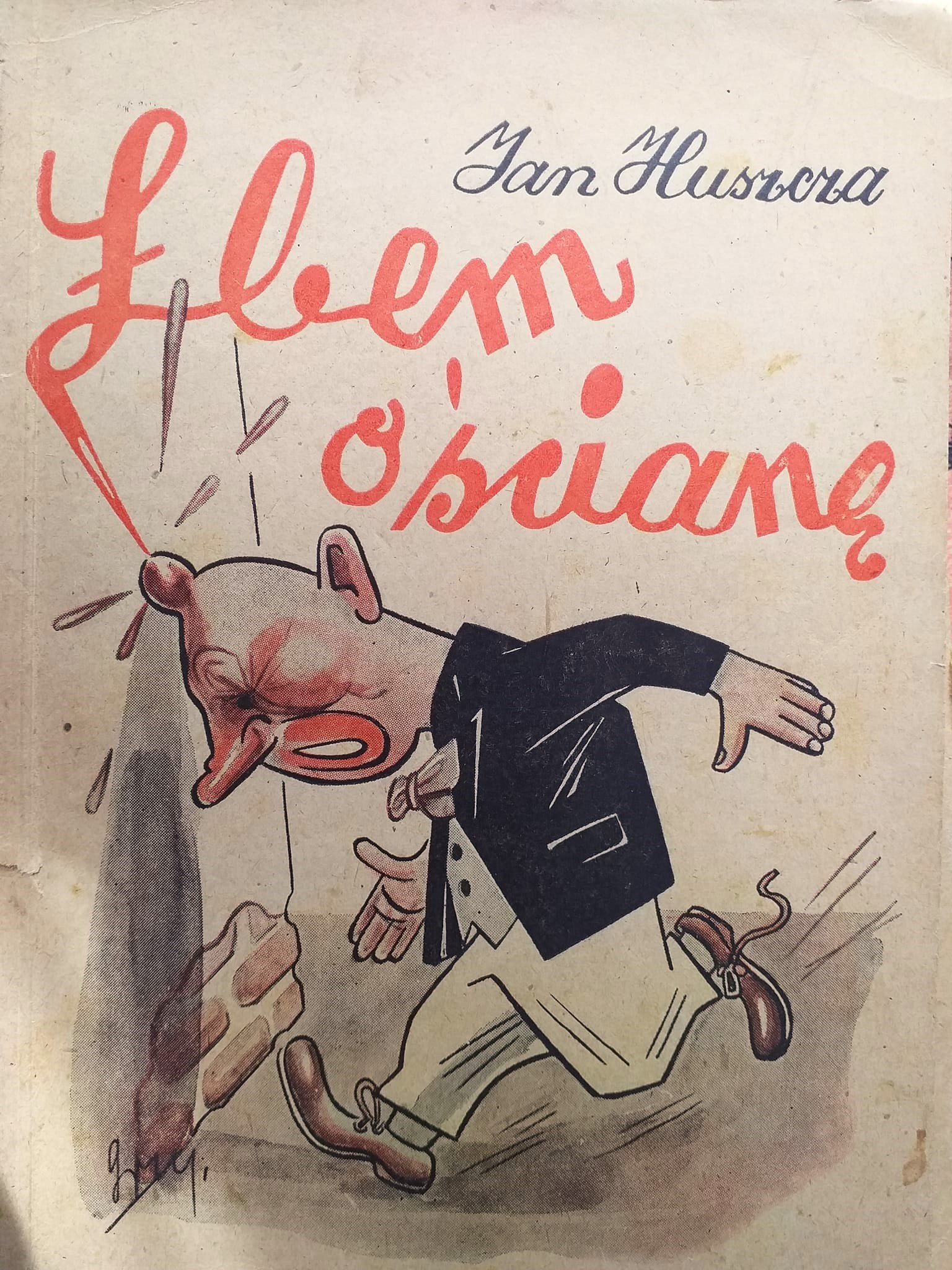
Książka Łbem o ścianę Jana Huszczy z okładką projektu K. Grusa wyd. Książka 1946 r.